# Технорати
Технорати (на английски: Technorati) е интернет търсачка за търсене на блогове. До юни 2008 Технорати има база данни от 112,8 милиона блога и над 250 милиона тагнати части от социални медии. Името „Технорати“ е смесица от думите „технология“ и „литерати“, което насочва към представата за технологична интелигентност или интелектуализъм.
Проектът Технорати е основан от Дейв Сифри (Dave Sifry) с щабквартира в Сан Франциско, Калифорния, САЩ. Тантек Челик е технологичният директор на сайта.
Проектът използва отворен код и сам допринася за разработката му. Има активна общността от софтуерни разработчици, които в голямата си част са част от движението за софтуер с отворен код. Самият Сифри е адвокат в сферата на софтуер с отворен код и основател на LinuxCare, а по-късно разработва софтуер за достъп до безжичен интернет Sputnik. Технорати поддържа публично уики, където програмисти и редактори си сътрудничат, както и отворени приложно-програмни интерфейси.
Сайтът печели наградата на South by Southwest (SXSW) през 2006 година за най-добро техническо постижение и за най-добро представяне. Също така е номиниран награда Уеби за най-добри внедрени практики, но губи пред Flickr и Google Maps. През 2010 Технорати е признати като една от „Най-добрите компании на Сан Франциско“ от Lead411.

## Технология
Технорати търси тагове (маркировки), които авторите са поставили в своите сайтове. Тези тагове помагат да се категоризират резултати от търсения. Технорати оценява „авторитета“ на всеки блог посредством броя на уникални блогове сочещи към дадения през последните 6 месеца.

## Приемане
През февруари 2006, Деби Джоунс отбеляза, че публикациите на Технорати за състоянието на блогосферата (The State of the Blogosphere), които претендирали да следят 27.7 милиона блога, не са взели под внимание блоговете в MySpace, които по нейни думи са над 56 милиона. В резултат на това тя казва, че ползата от Технорати като измерител на популярността на блоговете е под съмнение. През март 2006 Арън Бразел отбелязва, че от Технорати са започнали да следят и блоговете в MySpace.